# James Polk
James Knox Polk (Pineville, North Carolina, 2 november 1795 – Nashville, Tennessee, 15 juni 1849) was een Amerikaans politicus, advocaat en agrariër met slaven. Polk was de 11e president van de Verenigde Staten van 1845 tot 1849.
Polk is geboren in Pineville, North Carolina. Hij was van 1825 tot 1839 lid van het Huis van Afgevaardigden en van 1839 tot 1841 gouverneur van Tennessee. Bij de verkiezingen van 1844 werd hij tot de elfde president van de Verenigde Staten gekozen. Hij werd tijdens zijn campagne geholpen door Jefferson Davis, de latere president van de Geconfedereerde Staten van Amerika. Hij ontpopte zich tot een zeer krachtig en voortvarend bestuurder. Hij verlaagde de tarieven (1846), herstelde het onafhankelijke schatkistsysteem (1846) en regelde de grensgeschillen met Engeland over Canada (1846).

## Verdrag van Oregon
Die geschillen met Canada leidden uiteindelijk tot het Verdrag van Oregon. Dit verdrag legde de grenzen tussen de VS en Canada vast op de 49e breedtegraad, waardoor de VS heel wat gebied won. Dit gebied zou, grosso modo, op termijn leiden tot drie nieuwe staten: Washington, Oregon en Idaho.

## Mexicaans-Amerikaanse Oorlog
Maar ook droeg hij zware verantwoordelijkheid voor het uitbreken van de Mexicaans-Amerikaanse Oorlog, waarin de VS enkele staten van Mexico inlijfden. Kort voor zijn eedaflegging had de Republiek Texas zich afgescheurd van Mexico. Al gauw brak er een oorlog uit, omdat er twist ontstond over de precieze afbakening van de grens tussen Texas/VS en Mexico. Na de oorlog werd bepaald dat de grens de Rio Grande zou worden. Het volledige gebied ten noorden van de Rio Grande met de deelstaten Alta California, Nuevo Mexico en Texas werd afgestaan aan de VS, waarmee het de Manifest Destiny had vervuld: de Verenigde Staten omvatten nu daadwerkelijk een gebied van "sea to shining sea".
De Mexicaans-Amerikaanse oorlog was altijd al het doel van Polk. Voordat hij Mexico de oorlog verklaarde sprak hij meermaals zijn wens om Californië te bezitten uit. Polk lokte een oorlog uit door Amerikaanse soldaten tot de Mexicaanse grens te brengen. Een groep Mexicanen trok vervolgens over de afgesproken grens en doodden een aantal Amerikaanse soldaten. Dit was het moment voor Polk om een oorlog te beginnen. Hij stelde dat het onacceptabel was dat er Amerikaans bloed was vergoten op Amerikaans grondgebied. Hij stuurde onder andere de latere president, Zachary Taylor, naar Mexico waar vervolgens de oorlog werd uitgevochten. De VS wonnen met overmacht, maar vooral in het noorden was veel onvrede over de gang van zaken. De latere president, Ulysess S. Grant, vocht aan Amerikaanse kant in de oorlog, maar was tegen het beleid van Polk. Hij prees de Mexicaanse soldaten, die volgens hem erg dapper waren, en beklaagde zich in brieven over de nutteloosheid, en onrechtvaardigheid van deze oorlog. 
Uiteindelijk zouden de nieuw verworven territoria geïncorporeerd worden als staten van de VS, na het bereiken van bepaalde voorwaarden, zoals het behalen van een bepaald inwonersaantal. Staten die op termijn zouden voortkomen uit de gewonnen territoria van de Mexicaans-Amerikaanse Oorlog zijn onder meer: Arizona, Californië, Colorado, Nevada, New Mexico en Utah.

## Persoonlijkheid en nalatenschap
Polk stond niet bekend om zijn charisma. Hij bezat geen humor, of overige sociale vaardigheden. Tijdens zijn campagne ging hij onvermoeibaar het land door om mensen te overtuigen van zijn politieke standpunt. Hiervoor werd hij zorgvuldig getraind door leden van de Democratische partij. Hij leerde grappen uit zijn hoofd en adopteerde een meer volkse manier van spreken. In zijn campagne werd hij neergezet als een man van het volk. 
Zijn presidentschap was zeldzaam effectief. Veel historici schrijven dit toe aan zijn bereidheid om zijn eigen partijleden te bedriegen. Hij beloofde iedereen van alles om zijn zin door te voeren, om vervolgens niet op deze beloften terug te komen. Door zijn effectieve beleid heeft hij een paar belangrijke veranderingen kunnen doorvoeren, maar deze werden veelal door zijn opvolgers teniet gedaan, waardoor zijn beleid dus geen bijzondere erkenning geniet. Hij wordt veelal herinnerd aan de Mexicaans-Amerikaanse Oorlog, die tot op de dag van vandaag door veel mensen als onrechtvaardig wordt beschouwd.
Als slavenhouder besliste hij dat zijn meer dan 50 slaven na zijn dood en die van zijn vrouw vrijgelaten moesten worden.

## Zwakke gezondheid en overlijden
Polks tijd in het Witte Huis nam zijn tol op zijn gezondheid. Toen hij president werd betrad hij het Witte Huis met enthousiasme en kracht. Op 4 maart 1849 verliet hij uitgeput het Witte Huis. Hij had gewicht verloren en had donkere lijnen in zijn gezicht en donkere kringen onder zijn ogen. Men vermoedt dat hij cholera had opgelopen in New Orleans tijdens een reis door het zuiden.
Polk overleed op 15 juni 1849 op 53-jarige leeftijd, 103 dagen na het verlaten van het Witte Huis en werd begraven op het terrein van zijn huis. Hij overleed als jongste president die niet stierf door een moordaanslag. Zijn vrouw, Sarah Childress Polk, leefde nog 42 jaar na zijn dood in het huis tot zij overleed op 14 augustus 1891. De laatste dertig jaar van haar leven probeerde ze het imago van haar man te verbeteren, zonder succes. Ze stond bekend als een hardwerkende vrouw, die zich liet gelden als onofficieel adviseur van de president. De presidenten voor Polk hadden vaak geen vrouw, of waren weduwnaar. Een sterke vrouw in het Witte Huis was destijds dus zeldzaam. Tevens was ze sterk gelovig. Paardenraces en overige vormen van vermaak keurde ze af. Alcohol was onder het bewind van haar man officieel verboden in het Witte Huis, maar op feestjes werd wijn in overvloed geserveerd.

## Kabinetsleden onder Polk

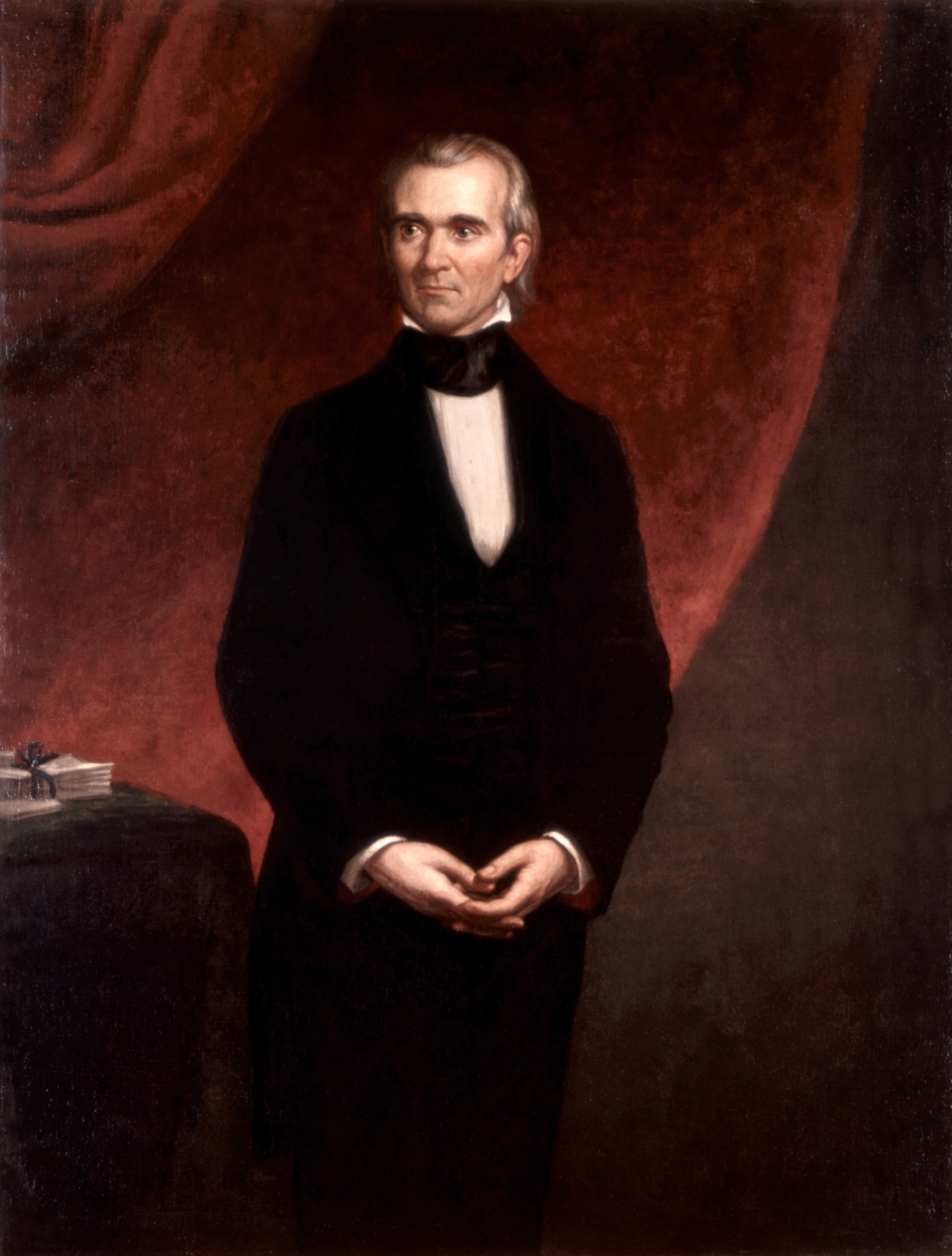
Staatsieportret van James Knox Polk

| Kabinetsleden      | Ministerie         | Periode     | Bijzonderheden                              |
| ------------------ | ------------------ | ----------- | ------------------------------------------- |
| James Buchanan     | Buitenlandse Zaken | 1845 - 1849 | 15e president van de VS                     |
| William Marcy      | Oorlog             | 1845 - 1849 | Minister van Buitenlands Zaken onder Pierce |
| Robert John Walker | Financiën          | 1845 - 1849 |                                             |
| John Mason         | Justitie           | 1845 - 1846 |                                             |
|                    | Marine             | 1846 - 1849 | Idem onder Tyler                            |
| George Bancraft    | Marine             | 1845 - 1846 |                                             |
| Cave Johnson       | Posterijen         | 1845 - 1849 |                                             |
| Nathan Clifford    | Justitie           | 1846 - 1848 |                                             |
| Isaac Toucey       | Justitie           | 1848 - 1849 | Minister van Marine onder Buchanan          |

- Bibsys: 1100776
- Biblioteca Nacional de España: XX1343266
- Bibliothèque nationale de France: cb12069387k (data)
- Catàleg d'autoritats de noms i títols de Catalunya: 981060950675406706
- CiNii: DA05178553
- Gemeinsame Normdatei: 118792733
- International Standard Name Identifier: 0000 0001 2143 3348
- Library of Congress Control Number: n80145740
- National Archives and Records Administration: 10569778
- Nationale Bibliotheek van Tsjechië: xx0105902
- Nationale bibliotheek van Australië: 35427167
- Nationale Bibliotheek van Israël: 987007279102805171
- Nationale Bibliotheek van Polen: a0000003660612
- Nederlandse Thesaurus van Auteursnamen: 06961251X
- Réseau des bibliothèques de Suisse occidentale: 02-A010134150
- LIBRIS: 293193
- SNAC: w6096vcg
- Système universitaire de documentation: 028968255
- Trove: 948704
- Biographical Directory of the United States Congress: P000409
- Virtual International Authority File: 90717491
- WorldCat: E39PBJhxqDvDkbkfmbdTWhJdQq

Washington ·
J. Adams ·
Jefferson ·
Madison ·
Monroe ·
J.Q. Adams ·
Jackson ·
Van Buren ·
W.H. Harrison ·
Tyler ·
Polk ·
Taylor ·
Fillmore ·
Pierce ·
Buchanan ·
Lincoln ·
A. Johnson ·
Grant ·
Hayes ·
Garfield ·
Arthur ·
Cleveland ·
B. Harrison ·
Cleveland ·
McKinley ·
T. Roosevelt ·
Taft ·
Wilson ·
Harding ·
Coolidge ·
Hoover ·
F.D. Roosevelt ·
Truman ·
Eisenhower ·
Kennedy ·
L.B. Johnson ·
Nixon ·
Ford ·
Carter ·
Reagan ·
G.H.W. Bush ·
Clinton ·
G.W. Bush ·
Obama ·
Trump · 
Biden ·
Trump